# Болтон, Джон Гейтенби
Джон Гейтенби Болтон (англ. John Gatenby Bolton; 1922—1993) — австралийский астроном британского происхождения.

## Биография
Родился в Шеффилде (Англия), в 1943 году окончил Кембриджский университет. В 1942—1946 годах служил в Британском военно-морском флоте, в 1946—1954 годах работал в отделе радиофизики Организации научно-промышленных исследований в Сиднее, в 1955—1961 годах — в Калифорнийском технологическом институте (США), где основал радиоастрономическую обсерваторию в Оуэнс-Вэлли. Вернувшись в 1961 году в Австралию, возглавил новую радиоастрономическую обсерваторию в Парксе, входящую в состав Организации научно-промышленных исследований (ныне Австралийская национальная радиоастрономическая обсерватория).
Основные труды в области радиоастрономии. В 1948—1949 годах, после обнаружения Дж. С. Хеем, С. Парсонсом и Дж. Филлипсом первого дискретного источника радиоизлучения в созвездии Лебедя, открыл несколько других дискретных источников и показал тем самым, что это — новый класс объектов. В 1949 году совместно с Дж. Стэнли и О. Сли предложил первые три отождествления дискретных радиоисточников с остатками галактических сверхновых (в том числе радиоисточника Телец A — с Крабовидной туманностью). Изучил (1954, 1956) пространственное распределение дискретных источников. В обсерватории в Парксе вместе с сотрудниками выполнил несколько обзоров дискретных источников и их отождествление. Паркские каталоги принадлежат к числу наиболее обширных и точных. В сотрудничестве с К. Уэстфолдом осуществил (1950) обзор распределения радиояркости по небу на частоте 100 МГц; на основании этого и других обзоров исследовал распределение излучающих областей в Галактике. Принимал участие в отождествлениях, приведших к открытию (1960) квазаров, изучал оптические спектры квазаров и проводил их фотоэлектрические наблюдения. Исследовал радиоизлучение планет и Солнца. Совместно с Р. Пейн-Скоттом и Д. Ябсли обнаружил (1947) зависимость времени начала солнечной вспышки от частоты (излучение на высоких частотах возникает несколько раньше, чем на низких), что свидетельствует о движении возбуждающего агента через солнечную атмосферу наружу.

## Награды и признание
Член Австралийской академии наук (1965), иностранный почётный член Американской академии искусств и наук (1972), член Лондонского королевского общества (1973), почётный член Индийской АН (1973), иностранный член Национальной академии наук США (1980). Вице-президент Международного астрономического союза (1973—1979).
В число наград входят
- Медаль Королевского общества Нового Южного Уэльса (1950)
- Лекция Карла Янского (1966)
- Золотая научная медаль Британской энциклопедии (1967)
- Премия Генри Норриса Рассела (1968)
- Золотая медаль Королевского астрономического общества (1977)
- Медаль Кэтрин Брюс (1988).